# 수업
수업(授業)은 교사가 학생에게 지식이나 기능을 가르쳐 주는 행위이며, 능력을 향상시키거나 가치관을 형성시키는 교육적인 활동을 의미한다.

## 수업의 본질과 목적
수업은 학생의 문화재 수득(文化財修得)을 통해서 그들의 인격형성을 조성하는 활동이다. 이 문화재 수득은 교사로부터 수여되는 것이며 학생들은 이것을 수용하는 것이다. 그리하여 이 '수여와 수용(Geben und Empfangen)'은 수업이란 교육활동의 본질적 성격이며, 모든 수업은 이것을 기점으로 하여 발전한다. 
교육활동은 모두 궁극적으로는 학생의 인격형성을 지향하는 것이며, 그 중에서도 수업은 문화재의 수득과정을 통해서 인격의 기술적·정신적·도덕적 형성을 주요 임무로 한다. 이 임무를 더욱 효과적으로 달성하기 위해서 학생의 발단단계·도야단계에 따라서 수업의 형태는 여러 가지로 변화한다. 이 무한한 변화를 초래하는 요인은 한결같이 학생측에 있다.

## 명언
- 허리를 곧게 펴고, 팔다리를 가지런히 모으고, 세심히 주의를 기울이라. 
인상을 쓰거나 온몸을 비틀거나 졸거나 친구하고 잡담을 해서는 안 된다(플루타르코스).

## 화장실
학교 수업시간에 보내주시는 선생님도 있지만 화장실간다고 거짓말하고 잘못해서 안 보내주는 선생님들도 존재한다. 만약 쉬는시간에 급하게 똥이 나와서 수업에 못간다면 허락을 기다리지 말고 일단 화장실 갔다와서 선생님한테 말을 한다. 말하지 않을 경우에도 일단 화장실 갔다온 뒤 꾸중을 듣는 것이다. 땡땡이가 진짜 생리현상 때문이었음을 알게 된다면 선생님도 이해해 준다. 

## 같이 보기
- 교수 설계